# Ibrahim Abud
Ibrahim Abud, sudanski maršal, politik in diktator, * 26. oktober 1900, † 8. september 1983, Kartum.

## Življenjepis
Abud je sodeloval v drugi svetovni vojni in se je bojeval z zavezniki v Somaliji, Etiopiji in Egiptu.
1956 je bil imenovan za poveljnika sudanskih oboroženih sil in bil povišan v maršala. 1958 je izvedel državni udar in se imenoval za predsednika vrhovnega vojnega sveta, poveljnika oboroženih sil, predsednika vlade in ministra za narodno obrambo. Te položaje je zasedal do oktobra 1964, ko so proti njemu izvedli uspešen državni udar.